# Hípato
Hípato (em grego: ὕπατος; romaniz.: hypatos; plural: hypatoi; em latim: hypatus) e a variante apó hypátōn (em grego: ἀπὸ ὑπάτων; "de entre os cônsules") era uma dignidade cortesã bizantina, originalmente a tradução grega da palavra latina cônsul (o significado literal de hípato é "o supremo", que reflete o ofício, mas não a etimologia do cônsul). A dignidade surgiu dos consulados honorários atribuídos no Império Romano Tardio, e sobreviveu até o início do século XII. Foi muitas vezes conferido aos governantes dos principados do sul da Itália e em documentos italianos foi por vezes latinizado como hypatus ou ypatus, bem como aparece na historiografia italiana como ipato. A forma feminina do termo era hipatissa (em grego: ὑπάτισσα; romaniz.: hypátissa).
O título foi a raiz dos títulos antípato ("vice-hípato", a tradução de procônsul) e disípato ("duas vezes hípato"), bem como do ofício de "hípato dos filósofos" (em grego: ὕπατος τῶν φιλοσόφων; romaniz.: hypatos tōn philosóphōn), um título dado ao chefe da Universidade de Constantinopla entre os séculos XI-XIV.
A criação dos cônsules ordinários na Antiguidade Tardia foi irregular, embora o oriente grego e ocidente latino tenderam a dividir os dois consulados; o ofício, que havia se tornado efetivamente honorário e muito caro, às vezes permaneceu vago por anos. Os imperadores foram muitas vezes cônsules ordinários; depois de 541, com a exceção do imperador, quem assumisse o cargo em sua ascensão, não seria nomeado cônsul ordinário. A partir deste ponto, apenas cônsules honorários foram admitidos, e o título caiu muito em prestígio. Ao longo dos séculos VI e IX há ampla evidência em sigilografias da posse do título por funcionários de nível médio, administradores e fiscais.
Na hierarquia do final do século IX, no entanto, como relatado pelo Cletorológio de Filoteu, foi uma das dignidades inferiores destinadas aos "barbudos" (ou seja, não-eunucos), classificando-o entre o espatário e o estrator. Sua insígnia de ofício, cuja distinção também conferiu a dignidade, foi um diploma. No Escorial Taktikon, escrito cerca de 975, o hípato parece ser um ofício regular, em vez de uma dignidade honorária, dotada de deveres judiciais de acordo com Nicolas Oikonomides. No século XI, o título voltou a subir em importância, aparentemente superando o protoespatário, mas desaparecendo inteiramente por meados do século XII.
O título foi conferido muitas vezes aos governantes das cidades-estado do Sul da Itália na costa do Tirreno, que reconheceram a autoridade bizantina nos séculos IX e XI. Eventualmente, com o declínio do poder bizantino na região, esses governantes assumiram títulos latinos mais familiares como cônsul e duque. Os mais famosos hípatos foram os de Gaeta. João I ganhou o título de patrício do imperador bizantino Constantino VII Porfirogênito (r. 913–959), como recompensa por derrotar os sarracenos na batalha de Garigliano de 915. Em Gaeta, o título feminino hipatessa (em italiano: ipatessa) foi substituído por ducissa durante o reinado de Docíbilis II e sua esposa Orânia, na primeira metade do século X.